# Titularerzbistum Tarsus per gli Armeni
Tarsus per gli Armeni (ital.: Tarso per gli Armeni) ist ein historisches Titularerzbistum der katholischen Kirche, das vom Papst an Titularerzbischöfe aus der mit Rom unierten Armenisch-Katholischen Kirche vergeben wird.
| Titularerzbischöfe von Tarsus der Armenisch-Katholischen Kirche |                  |                                           |               |                    |
| Nr.                                                             | Name             | Amt                                       | von           | bis                |
| 1                                                               | Giovanni Naslian | emeritierter Bischof von Trabzon (Türkei) | 29. Juni 1928 | 15. September 1957 |